# Podabrus komatsui
Podabrus komatsui es una especie de coleóptero de la familia Cantharidae.

## Distribución geográfica
Habita en Japón.